# Котырбулак (Алматинская область)
Котырбулак (каз. Қотырбұлақ) — село в Талгарском районе Алматинской области Казахстана. Входит в состав Бескайнарского сельского округа. Находится примерно в 6 км к востоку от города Талгар. Код КАТО — 196239300.

## Население
В 1999 году население села составляло 92 человека (50 мужчин и 42 женщины). По данным переписи 2009 года, в селе проживало 112 человек (50 мужчин и 62 женщины).